# Klisín
Klisín je vesnice, část města Milevsko v okrese Písek v Jihočeském kraji. Nachází se jeden kilometr od Dmýštic a deset kilometrů od Milevska.

## Název
Název vesnice lze pravděpodobně vysvětlit dvěma způsoby. Jednak podle staročeského názvu pro hříbě – klíse. Zřejmě zde byla ustájena nebo chována hříbata. Nebo může být název Klisína odvozen od jména Klis nebo Klisa. Aby nedocházelo k záměně Klisína a blízkého Klisince, byl Klisín označován jako Veliký nebo Větší Klisín.

## Historie
Podle tohoto zdroje jsou první zmínky o vesnici z roku 1405 v zápise sporu mezi pražským měšťanem a správcem milevského kláštera. Další zmínky o vesnici jsou z roku 1463. Ve středověku byl klášterní statek v držení milevského kláštera. Později byla ves zastavena k hradu Zvíkov. V 15. století spravoval záležitosti Klisína níkovický rychtář. Od roku 1587 byla ves uváděna jako součást hrazanské rychty nepřetržitě až do roku 1850. V 16. století po koupi klášterního panství Kryštofem ze Švamberka se stal Klisín součástí zvíkovského panství a posléze orlického panství až do rozpadu feudalismu. Kolem roku 1836 byl na panském vrchu Zběžnice východně od Klisína zřízen větrný mlýn po způsobu větrných mlýnů z Holandska. Této chalupě se začalo říkat Na Větrníku. Název Na Větrníku je odvozený od jediného větrného mlýna na Milevsku, který zde stával. I přes to, že mlýn byl ziskový a funkční, šlo o panský majetek a tak částka, která byla za jeho prodej požadována, byla neúměrně na tu dobu vysoká. Mlýn byl roku 1850 zrušen. V roce 2010 se podařilo zaměřit zbytky čtvercového půdorysu mlýna. Sbor dobrovolných hasičů společně s obecní knihovnou byl ve vesnici založený roku 1905. V tomto roce se v nedalekém Milevsku uskutečnila slavnost nově přijatých hasičských sborů z Klisína a Zbelítova a slavnost vysvěcení stříkaček. Ves měla i svůj chudobinec. Roku 1926 byla založena Osvětová komise. Fara, lékař, četnictvo bylo v Milevsku. Děti byly přiškoleny do nedalekých Dmýštic. V roce 1940 zde žilo 132 obyvatel, bylo zde 24 popisných čísel. Samota Kozín (nazývaná též Kozinec) patřila v 18. století katastrálně pod Hrazánky. V roce 1930 byla samota i přes to, že měla hrazánecké popisné číslo, přičleněna k Klisínu. Později bylo samotě přiděleno klisínecké číslo. Poté v roce 1960 byla samota od Klisína oddělena a až do současnosti je připojena k Hrazánkům. V roce 1993 byl při stavebních pracích pod obytnou roubenou částí domu čp. 5 objeven majitelem domu poklad. Byl zde nalezen keramický hrneček se zlomkem tenkostěnné nádoby a se zbytky konopných textilií, do kterých byly zřejmě zabalené mince. V hrnečku se nalézalo celkem 750 mincí spojených měděnkou. Celý nález byl odevzdaný Prácheňskému muzeu v Písku.

## Obyvatelstvo
| Rok            | 1869 | 1880 | 1890 | 1900 | 1910 | 1921 | 1930 | 1950 | 1961 | 1970 | 1980 | 1991 | 2001 | 2011 | 2021 |
| -------------- | ---- | ---- | ---- | ---- | ---- | ---- | ---- | ---- | ---- | ---- | ---- | ---- | ---- | ---- | ---- |
| Počet obyvatel | 141  | 147  | 156  | 140  | 141  | 144  | 132  | 83   | 64   | 50   | 35   | 23   | 23   | 20   | 20   |
| Počet domů     | 18   | 21   | 22   | 22   | 22   | 22   | 24   | 25   | 16   | 13   | 13   | 20   | 20   | 20   | 21   |

## Obecní správa
Při sčítání lidu v letech 1850–1961 Klisín byl samostatnou obcí v okrese Milevsko. V letech 1962–1984 byl částí obce Dmýštice v okrese Písek. Od 1. ledna 1985 je částí města Milevsko v okrese Písek.

## Pamětihodnosti
- Na nevelké návsi se nachází novorománská návesní kaple zasvěcená svaté Trojici. Kaple byla postavena z darů a svépomocí místních občanů roku 1861.[13] Zvon z kaple byl zrekvírován během druhé světové války. Náhradní zvon byl po válce zhotoven zhotoven u dmýštického kováře a sloužil k svému účelu do roku 1991. V tomto roce se díky veřejné sbírce nashromáždily finanční prostředky na nový zvon. Během léta byl zvon za přítomnosti PhDr. Miloslava kardinála Vlka vysvěcen v milevské bazilice a zavěšen do místní kaple.[14]
- Na kapli je umístěna pamětní deska obětem první světové války, která byla odhalena 9. listopadu 2012.[3] Na desce je uvedeno sedm jmen padlých spoluobčanů.[3]
- Vedle kaple se nalézá prostý kamenný kříž již od roku 1849.[3] Původ jeho vzniku je neznámý.[3] Vzhledem k tomu, že byl zhotoven po roce 1848, kdy bylo zrušeno poddanství, nabízí se domněnka, že byl postaven jako projev díků.[3]
- Kříž s datací 1877 se nachází u cesty v západní části vesnice u čp. 10.[3] Pravděpodobně jej roku 1877 nechal postavit místní kameník Jan Schorník jako poděkování za záchranu života, když byl v prusko rakouské válce těžce raněný.[3]
- Na jihovýchodním okraji vesnice se v ohrádce mezi vzrostlými stromy nachází další kříž. Ryantův (Riantův) kříž byl vztyčen na vlastní náklady sedlákem Ryantem (Riantem) ze statku čp. 5.[3] Tento kamenný kříž nahradil roku původní poničený dřevěný kříž, o který se starali držitelé usedlosti.[3] Nový kříž byl vztyčen roku 1910 na jiném místě, které poskytla bezplatně obec, než kříž předchozí.[3]
- Hodnotná roubená stavení ve vesnici jsou zastoupena zejména usedlostmi čp. 2 a čp. 10.[15] Celoroubený dům čp. 2 se nachází ve východní části vesnice.[15] Usedlost čp. 2 je uvedena v 16. století jako grunt Augustina Drástala, v roce 1625 jako Bustův grunt.[16]
- Čp. 10 s dvouetážovou lomenicí se nachází v západní části vesnice.[15] U usedlosti čp. 10 se dochovaly roubené komory.[15] Usedlost čp. 10 byla nazývána U Zadňáků či zadních Schorníků. Do roku 1724 je kladen vznik této chalupy dendrologickou zkouškou. V roce 1755 jsou první písemné zmínky o placení roční činže majitelem vrchnosti z této chalupy.[17]
- U usedlosti čp. 8 ve střední části vesnice je hodnotná roubená sýpka, komory s roubeným patrem a pavlačí.[15] Dendrologickou zkouškou bylo zjištěno že stavba pochází z roku 1732.[15] Čp. 8 U Krejčů mělo tyto starší názvy: 1584–1643 Filipův grunt, 1600–1618 Krčmův grunt.[18]
- Ve vesnici jsou i hodnotná mladší zděná stavení.[15]

## Galerie

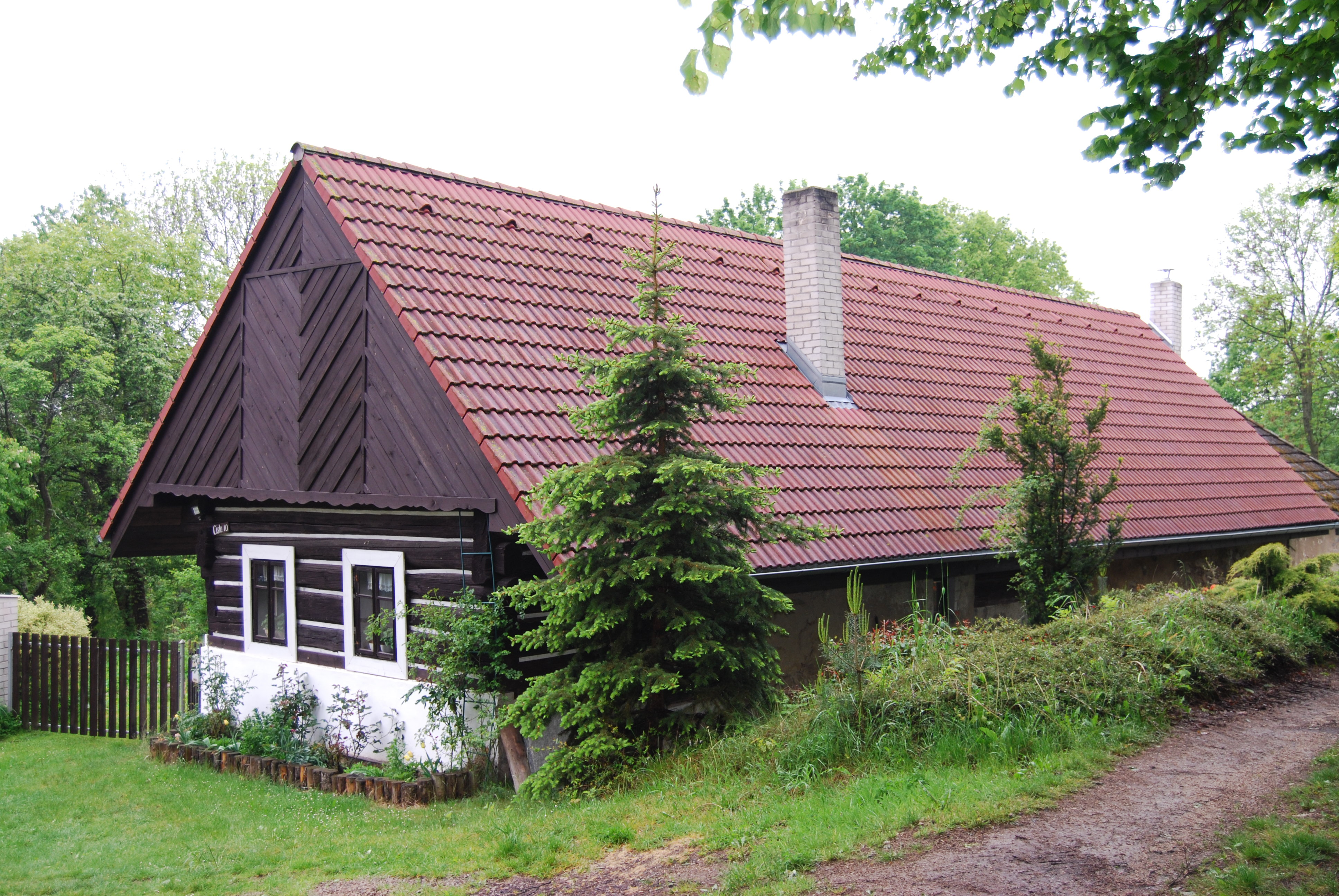
Dům čp. 10
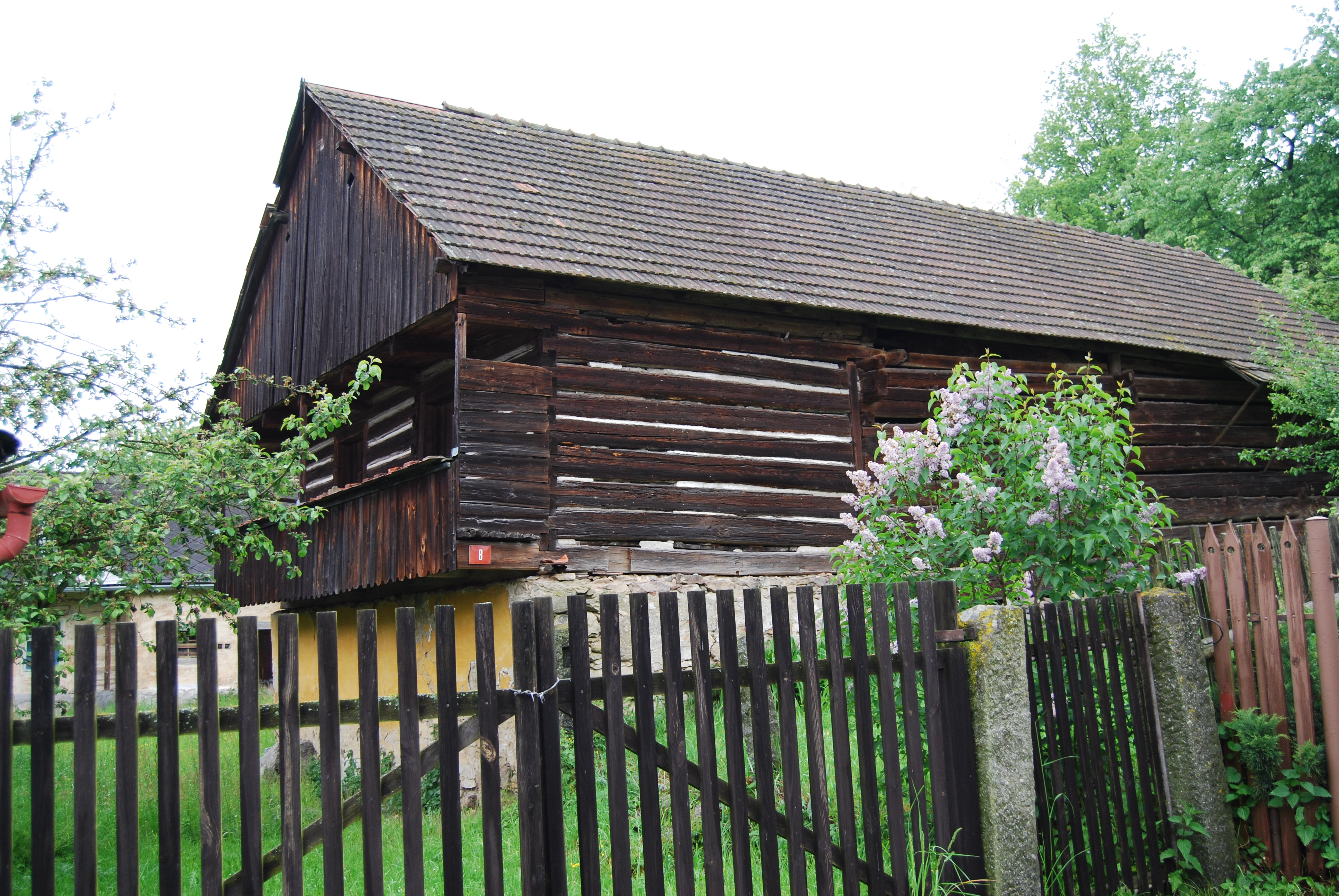
Usedlost čp. 8
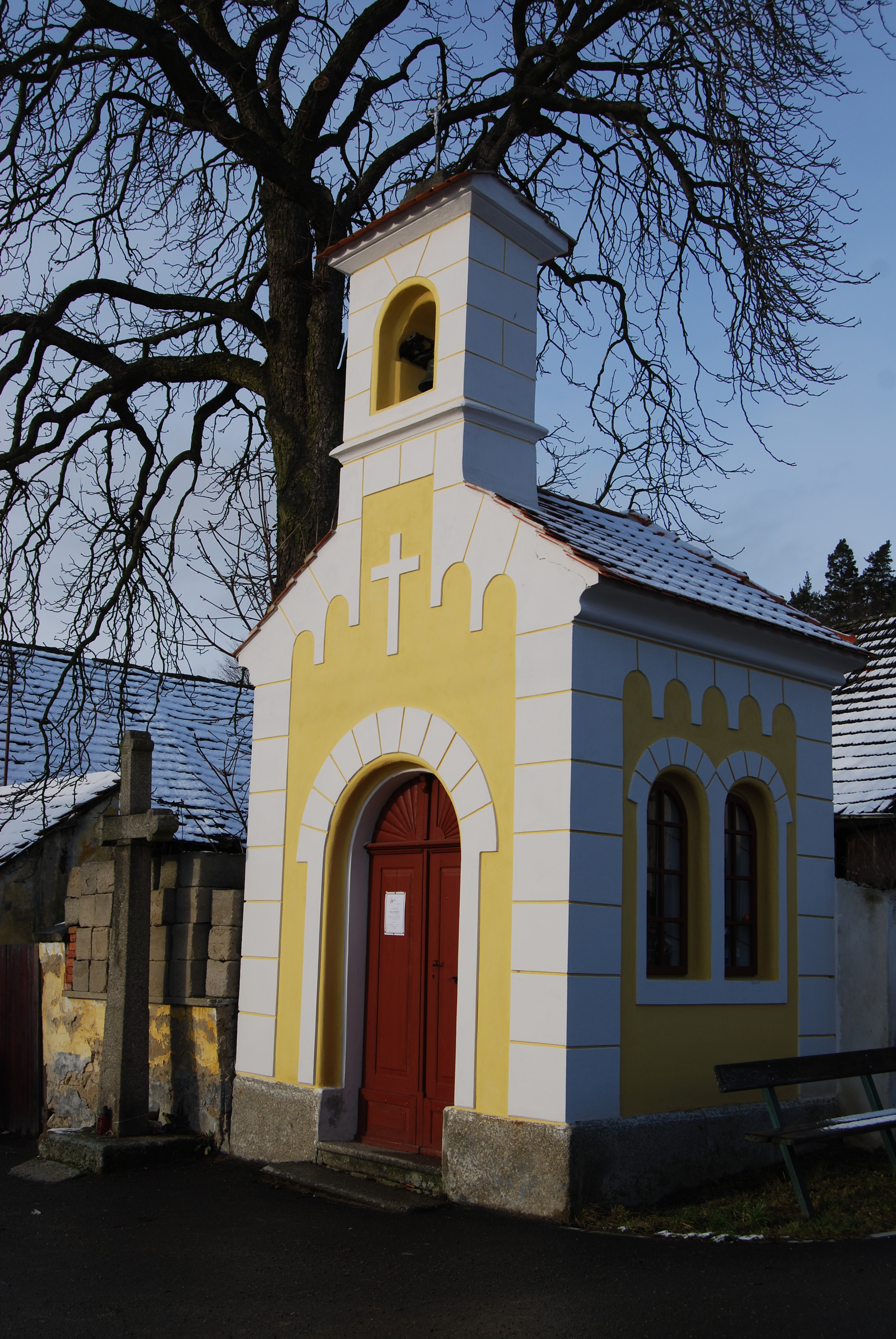
Kaple svaté Trojice z roku 1861
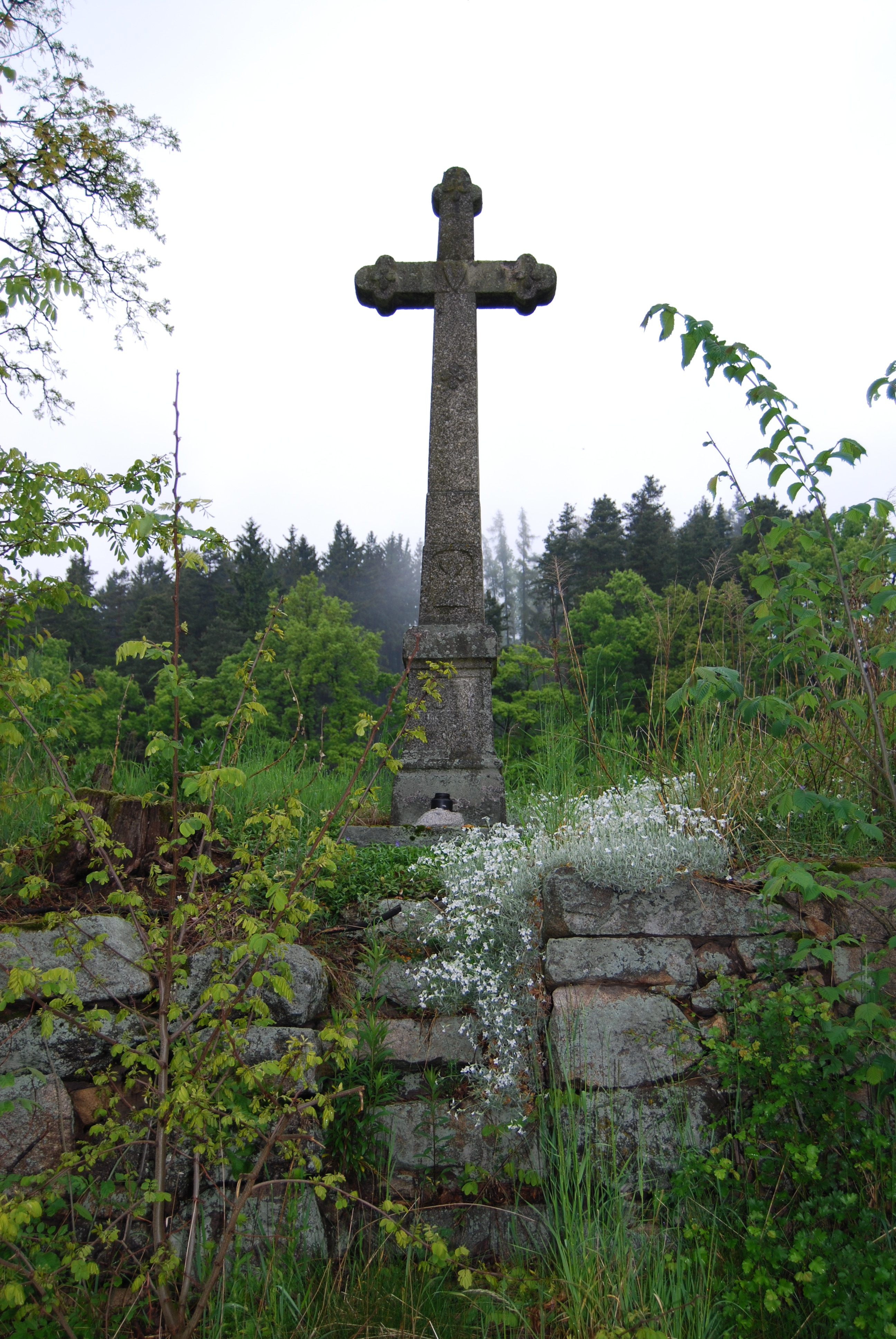
Kříž u čp. 10
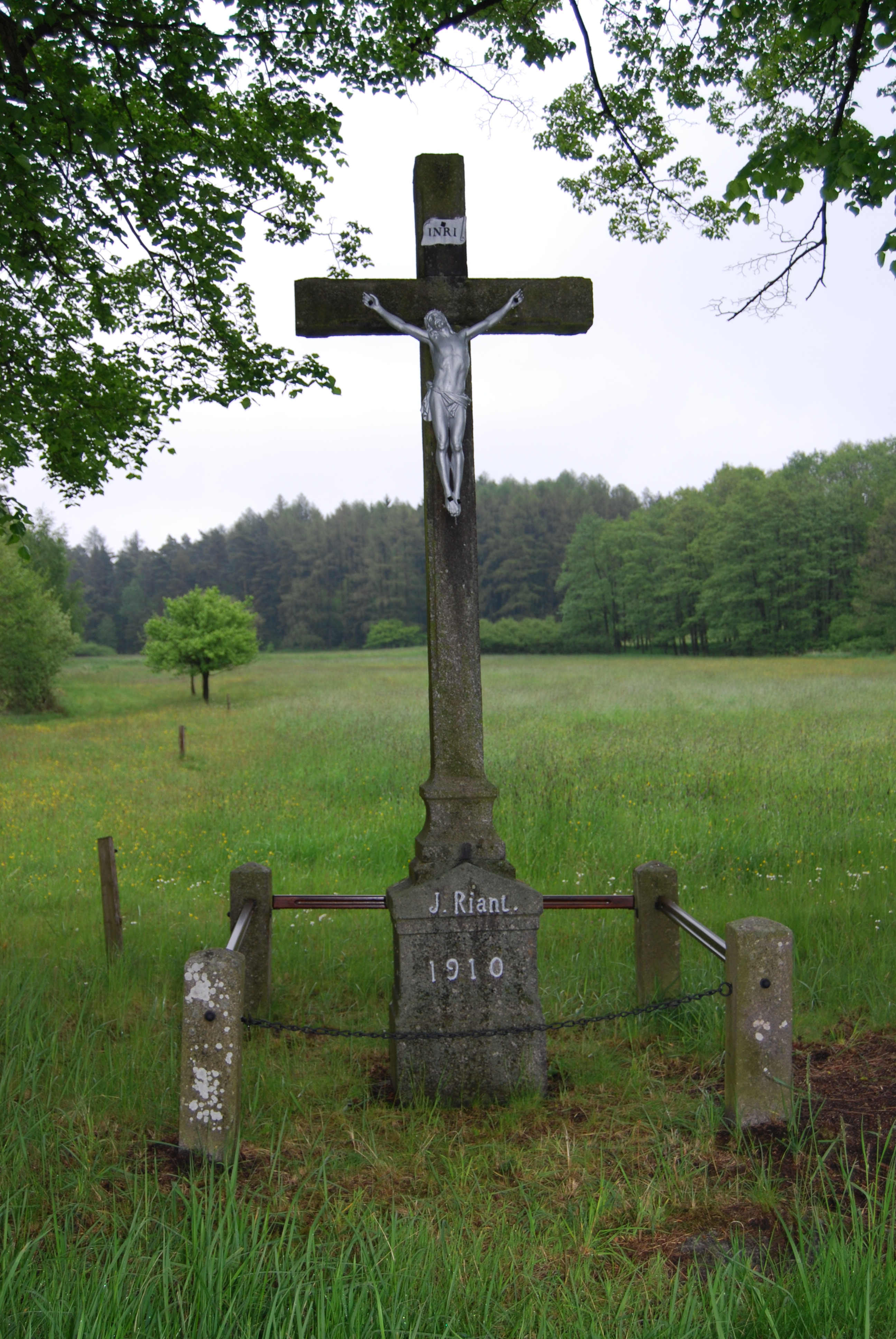
Ryantův (Riantův) kříž
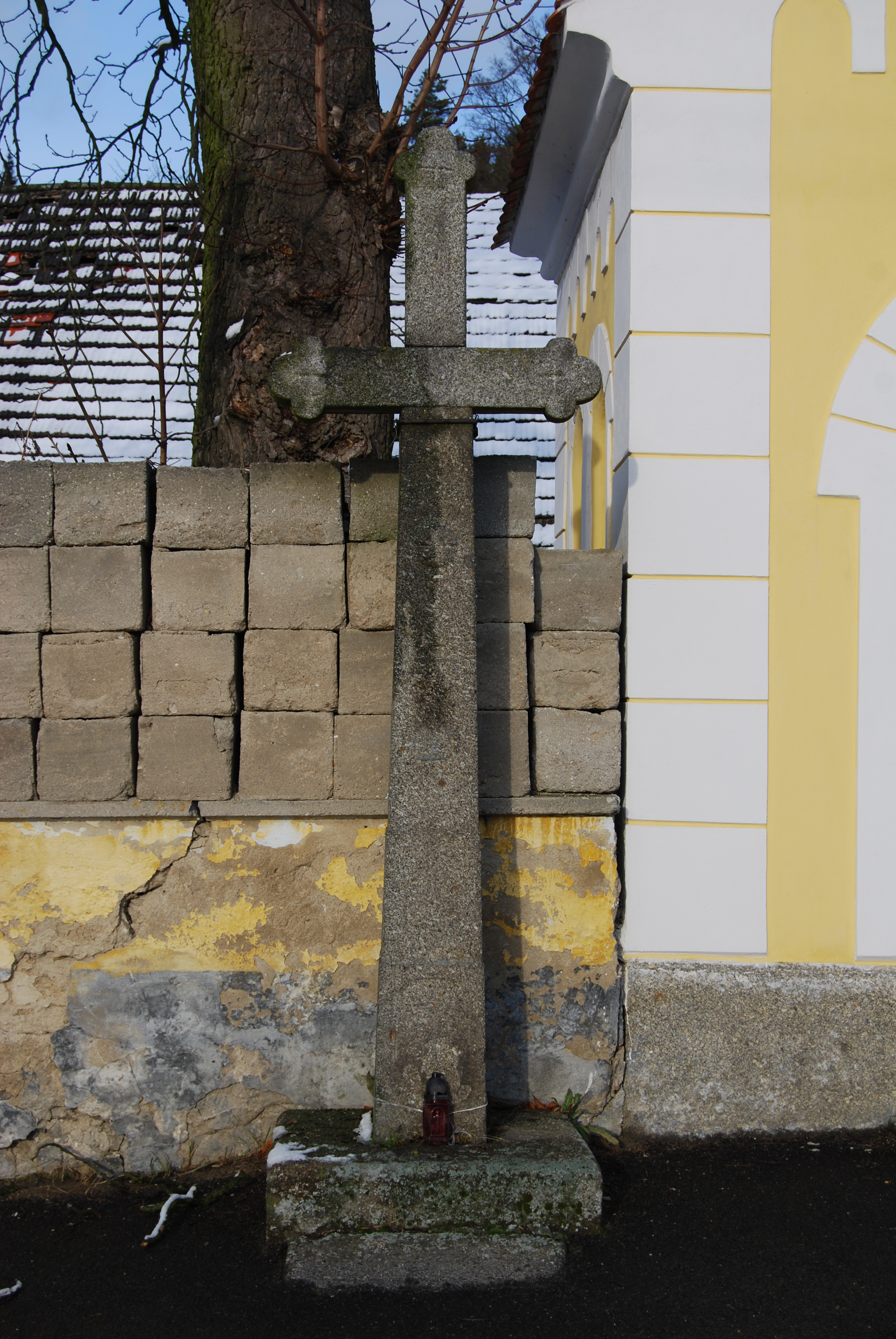
Kříž u kaple